# Михајло Кнез Милојковић
Михајло "Миша" Кнез Милојковић (Београд, 1904 – Ниш, 1946) је био српски агроном, велепоседник и најмлађи син хемичара Добросава Кнез Милојковића.

## Биографија
Рођен је 1904. или 1905. године у Београду где је његов отац радио као државни хемичар. Потомак је чувеног борца из борбе током ослобођења од Османског царства, Кнез Милојка, који је био први алексиначки капетан. Његова тетка је била Јелена Ј. Димитријевић, чувена књижевница, а сестра добротворка Добрила Главинић Кнез-Милојковић. По професији је био агроном. Два пута се женио, први пут Душанком Камчаковић 1929. године, са којом је имао ћерку Косару, а други пут са Босиљком, студенткињом права из Београда. Бавио се гимнастиком и био део соколских друштава. Живео је у велелепној вили у Алексинцу са преко 50 хектара имања, у којој су радили претежно радници Црногорци. Након Другог светског рата неправедно је оптужен као сарадник окупатора од стране комуниста, наводно је у селу Мозгову дао новчану помоћ Делиградском корпусу. Мучен је у затвору ОЗНЕ у Нишу 1946. године, након обећања партизана из Озне да ће добити Михајлово имање, Црногорци који су радили код њега и којима је крстио децу и годинама их помогао, су променили исказ и Михајло је осуђен и стрељан на непознатој локацији. Подаци о њему су углавном из књиге "У предворју пакла" проте Саве Банковића, а фотографију је пронашао историчар Миодраг Спирић. Након његове смрти власти су конфисковале сву имовину Кнез Милојковића, а његова вила је данас Дом за незбринуту децу "Христина Маркишић", назван по првоборки партизанки. Михајлова ћерка Косара је истерана из своје куће, и након тога постала умно нестабилна, а Алексинчани су је касније често виђали како лута градом нападно нашминкана са гомилом торби у рукама.